# Alectrosaure
L'alectrosaure (Alectrosaurus) és un gènere de dinosaure teròpode tiranosauroïdeu que va viure al Cretaci superior en allò que avui en dia és Mongòlia Interior. Era un carnívor bípede amb un cos similar al del tiranosaure. Feia menys de 5 metres de longitud.